# Терновой Руслан Андрійович
Терновой Руслан Андрійович (10 квітня 2001) — російський стрибун у воду. Учасник Чемпіонату Європи зі стрибків у воду 2019, де в стрибках з 10-метрової вишки здобув бронзову медаль. У синхронних стрибках з 3-метрового трампліна посів 5-те місце.